# Wojponie
Wojponie (lit. Vaiponia) – wieś w Polsce położona w województwie podlaskim, w powiecie suwalskim, w gminie Szypliszki.
Według Pierwszego Powszechnego Spisu Ludności z 1921 roku wieś Wojponie liczyła 12 domów i 70 mieszkańców (40 kobiety i 30 mężczyzn). Wszyscy mieszkańcy miejscowości zadeklarowali wówczas wyznanie rzymskokatolickie. Jednocześnie większość mieszkańców wsi, w liczbie 62 osób, podała narodowość litewską, a pozostałe 8 osób podały narodowość polską. W okresie dwudziestolecia międzywojennego Budzisko znajdowało się w gminie Andrzejewo.
W latach 1975–1998 miejscowość administracyjnie należała do województwa suwalskiego.

## linki zewnętrzne
- Wojponie, [w:] Słownik geograficzny Królestwa Polskiego, t. XIII: Warmbrun – Worowo, Warszawa 1893, s. 758.